# Supercopa da UEFA de 2017
A Supercopa da UEFA de 2017, ou Supertaça da UEFA de 2017 foi a 42ª edição desta competição, uma partida anual organizada pela UEFA na qual se enfrentam os campeões da Liga dos Campeões de 2016–17 e da Liga Europa da UEFA de 2016–17. A partida foi realizada em 8 de agosto de 2017 no Estádio Felipe II, em Escópia, Macedônia.
O Real Madrid venceu o jogo por 2 a 1, conquistando assim o seu quarto título da Supercopa da UEFA.

## Estádio
A Arena Philip II foi anunciada como o local para a disputa da final no dia 30 de junho de 2015, na sequência da decisão da reunião do Comitê Executivo da UEFA em Praga, República Tcheca.

## Participantes
| Clube             | Classificação                                   | Participações anteriores      |
| ----------------- | ----------------------------------------------- | ----------------------------- |
| Real Madrid       | Campeão da Liga dos Campeões da UEFA de 2016–17 | 1998, 2000, 2002, 2014 e 2016 |
| Manchester United | Campeão da Liga Europa da UEFA de 2016–17       | 1991, 1999 e 2008             |

Enquanto as duas equipes nunca se enfrentaram antes pela Supercopa, elas se encontraram 10 vezes na Copa dos Campeões Europeus/UEFA Champions League; O Real Madrid tem a vantagem nos confrontos anteriores, com quatro vitórias, quatro empates e duas derrotas.

## Ingressos
Com uma capacidade do estádio de 30.500 lugares para a partida, um total de 23.000 bilhetes estavam disponíveis para os torcedores e o público em geral, estando disponível para venda à torcida em todo o mundo através do site UEFA.com de 13 de junho a 4 de julho de 2017 em três categorias de preço: €50, €30 e €15. Os bilhetes restantes foram atribuídos ao comité organizador local, à UEFA e associações nacionais, parceiros comerciais e organismos de radiodifusão.

## Partida
| 8 de agosto de 2017 | Real Madrid             | 2 – 1     | Manchester United | Estádio Felipe II, Escópia   |
| 20:45 (UTC+2)       | Casemiro 24' · Isco 52' | Relatório | Lukaku 62'        | Árbitro: ITA Gianluca Rocchi |

| Real Madrid | Manch. United |

| G               | 1  | Keylor Navas      |     |     |
| LD              | 2  | Dani Carvajal     | 84' |     |
| Z               | 5  | Raphaël Varane    |     |     |
| Z               | 4  | Sergio Ramos      | 86' |     |
| LE              | 12 | Marcelo           |     |     |
| M               | 10 | Luka Modrić       |     |     |
| M               | 14 | Casemiro          |     |     |
| M               | 8  | Toni Kroos        |     |     |
| A               | 11 | Gareth Bale       |     | 74' |
| A               | 9  | Karim Benzema     |     | 83' |
| A               | 22 | Isco              |     | 74' |
| Substitutos:    |    |                   |     |     |
| G               | 13 | Kiko Casilla      |     |     |
| Z               | 6  | Nacho             |     |     |
| Z               | 15 | Theo Hernández    |     |     |
| M               | 20 | Marco Asensio     |     | 74' |
| M               | 23 | Mateo Kovačić     |     |     |
| A               | 7  | Cristiano Ronaldo |     | 83' |
| A               | 17 | Lucas Vázquez     |     | 74' |
| Treinador:      |    |                   |     |     |
| Zinédine Zidane |    |                   |     |     |

| G             | 1  | David de Gea       |       |     |
| LD            | 25 | Antonio Valencia   |       |     |
| Z             | 2  | Victor Lindelöf    |       |     |
| Z             | 12 | Chris Smalling     |       |     |
| LE            | 36 | Matteo Darmian     |       |     |
| M             | 21 | Ander Herrera      |       | 56' |
| M             | 31 | Nemanja Matić      |       |     |
| M             | 6  | Paul Pogba         |       |     |
| A             | 22 | Henrikh Mkhitaryan |       |     |
| A             | 9  | Romelu Lukaku      |       |     |
| A             | 14 | Jesse Lingard      | 42'   | 46' |
| Substitutos:  |    |                    |       |     |
| G             | 20 | Sergio Romero      |       |     |
| Z             | 17 | Daley Blind        |       |     |
| M             | 8  | Juan Mata          |       |     |
| M             | 16 | Michael Carrick    |       |     |
| M             | 27 | Marouane Fellaini  |       | 56' |
| A             | 11 | Anthony Martial    |       |     |
| A             | 19 | Marcus Rashford    | 90+4' | 46' |
| Treinador:    |    |                    |       |     |
| José Mourinho |    |                    |       |     |

| Homem do jogo: Isco (Real Madrid) Bandeirinhas: ITA Elenito Di Liberatore ITA Mauro Tonolini Quarto árbitro: FRA Clément Turpin Árbitros adicionais: ITA Davide Massa ITA Massimiliano Irrati Árbitro reserva: ITA Riccardo Di Fiore | Regras do jogo - 90 minutos. - 30 minutos de prorrogação se necessário. - Pênaltis se o placar permanecer empatado. - Sete substitutos podem ser nomeados, dos quais até três podem ser utilizados durante a partida. |

## Campeão
| Supercopa da UEFA de 2017       |
| Espanha                         |
| ------------------------------- |
| REAL MADRID Campeão (4° título) |